# Dominik Landertinger
Dominik Landertinger (ur. 13 marca 1988 w Braunau am Inn) – austriacki biathlonista, czterokrotny medalista igrzysk olimpijskich i pięciokrotny medalista mistrzostw świata.

## Kariera
Landertinger trenuje biathlon od 1999 roku. W 2004 roku wystąpił na mistrzostwach świata juniorów w Haute Maurienne, zajmując dziewiąte miejsce w biegu indywidualnym i jedenaste w sztafecie. Podczas rozgrywanych dwa lata później mistrzostw świata juniorów w Presque Isle zdobył w tych konkurencjach odpowiednio brązowy i srebrny medal. Ponadto na mistrzostwach świata juniorów w Martell w 2007 roku zwyciężył w sztafecie, a w sprincie był drugi.
W zawodach Pucharu Świata zadebiutował 13 grudnia 2007 roku w Pokljuce, zajmując 18. miejsce w biegu indywidualnym. Tym samym już w debiucie zdobył pierwsze punkty. Na podium zawodów tego cyklu po raz pierwszy stanął 17 stycznia 2009 roku w Ruhpolding, kończąc rywalizację w sprincie na drugiej pozycji. W zawodach tych rozdzielił dwóch Norwegów: Ole Einara Bjørndalena i Emila Hegle Svendsena. W kolejnych startach jeszcze wielokrotnie stawał na podium, odnosząc przy tym dwa zwycięstwa: 21 lutego 2009 roku Pjongczangu i 27 marca 2010 roku w Chanty-Mansyjsku był najlepszy w biegu masowym. Najlepsze wyniki osiągnął w sezonie 2012/2013, kiedy zajął trzecie miejsce w klasyfikacji generalnej, za Francuzem Martinem Fourcade'em i Emilem Hegle Svendsenem. Ponadto w sezonie 2008/2009 zdobył Małą Kryształową Kulę za zwycięstwo w klasyfikacji biegu masowego, a w sezonie 2015/2016 był trzeci w klasyfikacji biegu indywidualnego.
Pierwsze medale wśród seniorów wywalczył na mistrzostwach świata w Pjongczangu w 2009 r. Najpierw zwyciężył w biegu masowym, zostając pierwszym w historii austriackim mistrzem świata w tej konkurencji. W zawodach tych wyprzedził swego rodaka, Christopha Sumanna i Rosjanina Iwana Czeriezowa. Dzień później, wspólnie z Danielem Mesotitschem, Simonem Ederem oraz Christophem Sumanem zdobył srebrny medal w sztafecie. Osiągnięcie ze sztafety Austriacy w tym samym składzie powtórzyli rok później, na igrzyskach olimpijskich w Vancouver. Indywidualnie najlepszy wynik osiągnął w starcie masowym, w którym był siódmy.
Kolejne medale wywalczył na igrzyskach olimpijskich w Soczi w 2014 roku. Zdobył swój pierwszy indywidualny medal olimpijski, zajmując drugą lokatę w sprincie, w którym rozdzielił Ole Einara Bjørndalena i Czecha Jaroslava Soukupa. Był tam również piąty w biegu indywidualnym, dziesiąty w biegu pościgowym, siódmy w masowym, a razem z kolegami zdobył brązowy medal w sztafecie.
Z mistrzostw świata w Kontiolahti w 2015 roku wrócił bez medalu, jednak na podium stanął podczas rozgrywanych rok później mistrzostw świata w Oslo. Zajął wtedy drugie miejsce w biegu indywidualnym, plasując się między Martinem Fourcade'em i Simonem Ederem. Blisko medalu był też w sztafecie, jednak drużyna Austrii tym razem zajęła czwarte miejsce. Na podium w sztafecie Austriacy powrócili w 2017 roku, zajmując trzecie miejsce na mistrzostwach świata w Hochfilzen.
Medal zdobył również na igrzyskach olimpijskich w Pjongczangu w 2018 roku, gdzie był trzeci w biegu indywidualnym. Lepsi okazali się tylko Norweg Johannes Thingnes Bø oraz reprezentujący Słowenię Jakov Fak. W pozostałych biegach plasował się poza czołową dziesiątką, a w sztafecie reprezentacja Austrii ponownie zajęła czwarte miejsce, przegrywając walkę o podium z Niemcami. Podczas rozgrywanych rok później mistrzostw świata w Östersund w żadnym ze startów indywidualnych nie znalazł się w pierwszej dwudziestce, a w sztafecie tym razem był ósmy.

## Osiągnięcia w biathlonie

### Igrzyska olimpijskie
| Rok  | Miejscowość | Konkurencje | Konkurencje | Konkurencje | Konkurencje | Konkurencje | Konkurencje | Konkurencje |
| Rok  | Miejscowość | IN          | SP          | PU          | MS          | RL          | MR          | SR          |
| ---- | ----------- | ----------- | ----------- | ----------- | ----------- | ----------- | ----------- | ----------- |
| 2010 | Vancouver   | 23.         | 34.         | 14.         | 7.          | 2.          | nd.         | nd.         |
| 2014 | Soczi       | 5.          | 2.          | 10.         | 7.          | 3.          | –           | nd.         |
| 2018 | Pjongczang  | 3.          | 25.         | 26.         | 12.         | 4.          | –           | nd.         |

### Mistrzostwa świata
| Rok  | Miejscowość     | Konkurencje | Konkurencje | Konkurencje | Konkurencje | Konkurencje | Konkurencje | Konkurencje |
| Rok  | Miejscowość     | IN          | SP          | PU          | MS          | RL          | MR          | SR          |
| ---- | --------------- | ----------- | ----------- | ----------- | ----------- | ----------- | ----------- | ----------- |
| 2009 | Pjongczang      | 6.          | 17.         | 34.         | 1.          | 2.          | –           | nd.         |
| 2011 | Chanty-Mansyjsk | 16.         | 49.         | 46.         | –           | 9.          | 7.          | nd.         |
| 2012 | Ruhpolding      | 15.         | 28.         | 31.         | 24.         | 5.          | –           | nd.         |
| 2013 | Nové Město      | 14.         | 15.         | 5.          | 6.          | 5.          | 17.         | nd.         |
| 2015 | Kontiolahti     | 28.         | 39.         | 15.         | 24.         | 5.          | –           | nd.         |
| 2016 | Oslo            | 2.          | 9.          | 14.         | 15.         | 4.          | 5.          | nd.         |
| 2017 | Hochfilzen      | 26.         | 17.         | 21.         | 7.          | 3.          | 9.          | nd.         |
| 2019 | Östersund       | 48.         | 21.         | 34.         | –           | 8.          | 17.         | –           |
| 2020 | Rasen-Antholz   | 3.          | 31.         | 40.         | 17.         | 6.          | 8.          | –           |

### Mistrzostwa świata juniorów
| Rok  | Miejscowość     | Konkurencje | Konkurencje | Konkurencje | Konkurencje | Konkurencje | Konkurencje | Konkurencje |
| Rok  | Miejscowość     | IN          | SP          | PU          | MS          | RL          | MR          | SR          |
| ---- | --------------- | ----------- | ----------- | ----------- | ----------- | ----------- | ----------- | ----------- |
| 2004 | Haute-Maurienne | 9.          | DNF         | –           | nd.         | 11.         | nd.         | nd.         |
| 2005 | Kontiolahti     | 7.          | DSQ         | –           | nd.         | 4.          | nd.         | nd.         |
| 2006 | Presque Isle    | 3.          | 22.         | 22.         | nd.         | 2.          | nd.         | nd.         |
| 2007 | Martell         | 33.         | 2.          | 4.          | nd.         | 1.          | nd.         | nd.         |
| 2008 | Ruhpolding      | 11.         | 30.         | 14.         | nd.         | 4.          | nd.         | nd.         |

### Puchar Świata

#### Miejsca w klasyfikacji generalnej
| Sezon     | Miejsce |
| --------- | ------- |
| 2007/2008 | 61.     |
| 2008/2009 | 11.     |
| 2009/2010 | 6.      |
| 2010/2011 | 34.     |
| 2011/2012 | 33.     |
| 2012/2013 | 3.      |
| 2013/2014 | 4.      |
| 2014/2015 | 22.     |
| 2015/2016 | 9.      |
| 2016/2017 | 16.     |
| 2017/2018 | 41.     |
| 2018/2019 | 34.     |
| 2019/2020 | 45.     |

#### Miejsca na podium w zawodach chronologicznie
| Lp. | Dzień        | Rok  | Miejscowość     | Konkurencja                | Lokata | Pudła   | Czas biegu | Strata  | Zwycięzca            |
| --- | ------------ | ---- | --------------- | -------------------------- | ------ | ------- | ---------- | ------- | -------------------- |
| 1.  | 17 stycznia  | 2009 | Ruhpolding      | Sprint na 10 km            | 2.     | 0+0     | 23:59,2    | +33,4   | Ole Einar Bjørndalen |
| 2.  | 18 stycznia  | 2009 | Ruhpolding      | Bieg pościgowy na 12,5 km  | 3.     | 1+1+0+0 | 37:03,9    | +46,5   | Ole Einar Bjørndalen |
| 3.  | 25 stycznia  | 2009 | Rasen-Antholz   | Bieg masowy na 15 km       | 2.     | 1+2+0+0 | 37:20,1    | +0,2    | Christoph Stephan    |
| 4.  | 21 lutego    | 2009 | Pjongczang      | Bieg masowy na 15 km       | 1.     | 2+0+0+1 | 38:32,5    | –       | –                    |
| 5.  | 29 marca     | 2009 | Chanty-Mansyjsk | Bieg pościgowy na 12,5 km  | 2.     | 0+0+0+1 | 37:26,5    | +12,1   | Simon Eder           |
| 6.  | 19 grudnia   | 2009 | Pokljuka        | Sprint na 10 km            | 2.     | 1+0     | 28:21,1    | +11,1   | Iwan Czeriezow       |
| 7.  | 23 stycznia  | 2010 | Rasen-Antholz   | Sprint na 10 km            | 2.     | 0+1     | 24:33,4    | +6,0    | Arnd Peiffer         |
| 8.  | 24 stycznia  | 2010 | Rasen-Antholz   | Bieg pościgowy na 12,5 km  | 3.     | 1+1+1+0 | 32:10,1    | +19,7   | Daniel Mesotitsch    |
| 9.  | 27 marca     | 2010 | Chanty-Mansyjsk | Bieg masowy na 15 km       | 1.     | 1+0+0+0 | 38:19,8    | –       | –                    |
| 10. | 13 stycznia  | 2011 | Ruhpolding      | Bieg indywidualny na 20 km | 3.     | 0+0+0+1 | 51:03,1    | +23,7   | Emil Hegle Svendsen  |
| 11. | 28 listopada | 2012 | Östersund       | Bieg indywidualny na 20 km | 2.     | 0+1+0+0 | 50:57,0    | +12,3   | Martin Fourcade      |
| 12. | 17 marca     | 2013 | Chanty-Mansyjsk | Bieg masowy na 15 km       | 2.     | 0+0+1+0 | 42:05,3    | +13,9   | Martin Fourcade      |
| 13. | 23 marca     | 2014 | Oslo            | Bieg masowy na 15 km       | 2.     | 0+0+0+0 | 41:06,9    | +7,0    | Martin Fourcade      |
| 14. | 19 grudnia   | 2014 | Pokljuka        | Sprint na 10 km            | 2.     | 0+0     | 23:30,5    | +11.9   | Anton Szypulin       |
| 15. | 10 marca     | 2016 | Oslo            | Bieg indywidualny na 20 km | 2.     | 0+0+0+0 | 49:19,0    | +5,1    | Martin Fourcade      |
| 16. | 19 lutego    | 2020 | Rasen-Antholz   | Bieg indywidualny na 20 km | 3.     | 0+0+0+1 | 49:43,1    | +1:22,1 | Martin Fourcade      |

## Osiągnięcia w biegach narciarskich

### Miejsca w poszczególnych konkursachPucharu Świata
| Sezon 2011/2012 |                   |                      |                      |    |                        |                       |                    |                       |                    |                           |                         |                         |                           |                       |                     |                                |                              |                             |     |                       |                     |                        |                    |                        |                        |                            |                               |                                  |                      |                   |                     |                      |                        |                        |                       |     |        |        |        |        |        |        |        |        |
| Sjusjøen 19.11 (15 km F) | Ruka 25.11 (SP C) | Ruka 26.11 (10 km F) | Ruka 27.11 (15 km C) | RT | Düsseldorf 3.12 (SP F) | Davos 10.12 (30 km F) | Davos 11.12 (SP F) | Rogla 17.12 (15 km C) | Rogla 18.12 (SP F) | Oberhof 29.12 (3,75 km F) | Oberhof 30.12 (15 km C) | Oberstdorf 31.12 (SP C) | Oberstdorf 1.01 (2x10 km) | Toblach 3.01 (5 km C) | Toblach 4.01 (SP F) | Cortina-Toblach 5.01 (35 km F) | Val di Fiemme 7.01 (20 km C) | Val di Fiemme 8.01 (9 km F) | TdS | Mediolan 14.01 (SP F) | Otepää 21.01 (SP C) | Otepää 22.01 (15 km C) | Moskwa 2.02 (SP F) | Rybińsk 4.02 (15 km F) | Rybińsk 5.02 (2x15 km) | Nové Město 11.02 (30 km C) | Szklarska Poręba 17.02 (SP F) | Szklarska Poręba 18.02 (15 km C) | Lahti 3.03 (2x15 km) | Lahti 4.03 (SP C) | Drammen 7.03 (SP C) | Oslo 10.03 (50 km C) | Sztokholm 14.03 (SP C) | Falun 16.03 (3.3 km F) | Falun 17.03 (2x10 km) | FPŚ | punkty | punkty | punkty | punkty | punkty | punkty | punkty | punkty |
| - | 117               | 42                   | dns                  | -  | -                      | -                     | -                  | -                     | -                  | -                         | -                       | -                       | -                         | -                     | -                   | -                              | -                            | -                           | -   | -                     | -                   | -                      | -                  | -                      | -                      | -                          | -                             | -                                | -                    | -                 | -                   | -                    | -                      | -                      | -                     | -   | 0      | 0      | 0      | 0      | 0      | 0      | 0      | 0      |
| Legenda |                   |                      |                      |    |                        |                       |                    |                       |                    |                           |                         |                         |                           |                       |                     |                                |                              |                             |     |                       |                     |                        |                    |                        |                        |                            |                               |                                  |                      |                   |                     |                      |                        |                        |                       |     |        |        |        |        |        |        |        |        |
| 1 2 3 4-10 11-30 31-100 Dyskwalifikacja - – zawodnik nie wystartował TdS – Tour de Ski DNS – Zawodnik został zgłoszony do biegu, ale w nim nie wystartował DNF – Zawodnik nie ukończył biegu |                   |                      |                      |    |                        |                       |                    |                       |                    |                           |                         |                         |                           |                       |                     |                                |                              |                             |     |                       |                     |                        |                    |                        |                        |                            |                               |                                  |                      |                   |                     |                      |                        |                        |                       |     |        |        |        |        |        |        |        |        |